# TV Mato Grosso
TV Mato Grosso é uma emissora de televisão brasileira sediada em Cuiabá, capital do estado de Mato Grosso. Opera no canal 27 UHF digital e é afiliada à Rede Meio.

## História
A emissora entrou no ar no início da década de 2000, como TV Mundial. Inicialmente a emissora exibia uma programação totalmente local, com shows e musicais ocorridos em Cuiabá e região. 
No dia 10 de novembro de 2004, a emissora passa a transmitir a programação da Rede 21, mas mantém a programação local.
Em 7 de junho de 2006, a Rede 21 é extinta, e no lugar dela, entrou a Play TV, e a TV Mundial transmitiu essa rede até a volta da Rede 21 em 2008. Depois o fim da parceria da Play TV com o Grupo Bandeirantes, passou a retransmitir a Record News temporiamente, depois voltou pra Rede 21.
Em 2009, o empresário e dono da Rede Brasil Marcos Tolentino, compra a Rede Mundial de Rádio e Televisão Ltda (Canal 27), pelo valor de R$ 5 milhões.
No mesmo ano, a TV Mundial deixa de transmitir a programação da Rede 21 e passa a transmitir a programação da TV Brasil Oeste. A emissora passou também a retransmitir a Rede Brasil.
Em 2011, Sérgio Ricardo de Almeida, apresentador de televisão e então deputado estadual no estado adquire a TV Mato Grosso.
Em 2013, a TV Mundial deixa a Rede Brasil e passou a retransmitir a programação do Esporte Interativo. A emissora passa a se chamar TV Mato Grosso.
No ano de 2015, a TV Mato Grosso parou de produzir programação local, retransmitindo somente a programação nacional do Esporte Interativo. Voltaram a produzir programas em 2016, com a chegada de Jajah Neves na programação, que ocupou várias horas com o seu programa, até ele sair do canal em 2018. Com o fim do Esporte Interativo, a TV Mato Grosso reprisa os programas antigos da rede enquanto nada era definido. 
Em 25 de março de 2019, a TV Mato Grosso passa a retransmitir a programação da Rede New até 2020, quando ela passa a ter uma programação independente. Em 2024, a emissora se torna a nova afiliada da Rede Meio no estado.

## Sinal digital
| PSIP | Canal  | Proporção de tela | Programação                                    |
| ---- | ------ | ----------------- | ---------------------------------------------- |
| 27.1 | 27 UHF | 1080i             | Programação principal da TV Mato Grosso / Meio |

Transição para o sinal digital
Com base no decreto federal de transição das emissoras de TV brasileiras do sinal analógico para o digital, a TV Mato Grosso, bem como as outras emissoras de Cuiabá, cessou suas transmissões pelo canal 27 UHF em 14 de agosto de 2018, seguindo o cronograma oficial da ANATEL.